# Base de cálculo
Em Direito tributário, a base de cálculo é a grandeza econômica sobre a qual se aplica a alíquota para calcular a quantia a pagar.
Por exemplo, na venda de imóveis, a base de cálculo do Imposto de Renda é a diferença entre o valor da venda e o valor declarado do imóvel na declaração anual de renda e patrimônio.
No ICMS, a base de cálculo geralmente é o valor da venda da mercadoria (salvo disposição em contrário).
Em Previdência Social, a base de cálculo é o salário de contribuição e serve para a fixação dos valores das prestações asseguradas aos beneficiários. Nada mais é do que a média aritmética de todo o período contributivo a partir de 1994. Antes desse período, se considerará as 80% maiores contribuições, corrigidas mês a mês.
No direito das sucessões a base de cálculo será o valor de mercado dos bens ou direitos objeto da transmissão. Esse valor será levantado segundo estimativa fiscal realizada pelo Auditor Fiscal do Tesouro Estadual. Para efeitos de apuração da base de cálculo, será considerado o valor de mercado do bem ou direito na data em que forem apresentadas ao Fisco as informações relativas ao lançamento do imposto, observada a alíquota vigente na data da ocorrência do fato gerador do imposto.
Nos casos de Inventário Judicial, a avaliação será judicial e para o lançamento do imposto pela Secretaria da Fazenda é necessário que o Procurador do Estado concorde com os cálculos e a sentença do Juiz homologando os mesmos.